# Dinorá de Carvalho
Dinorá de Carvalho (ur. 1 czerwca 1905 w Uberabie, zm. 1980 w São Paulo) – brazylijska kompozytorka i pianistka, popularyzatorka muzyki.

## Życiorys
Uczyła się gry na fortepianie w konserwatorium w São Paulo u C. Carlina, następnie kształciła się w Paryżu u Isidora Philippa. Koncertowała po Europie, wróciła do Brazylii, tamże studiowała dyrygenturę i kompozycję. Założyła orkiestrę, którą tworzyły wyłącznie kobiety w 1939 roku. Działała na rzecz popularyzacji muzyki. Była pierwszą kobietką, która była członkinią Academia Brasileira de Música.
W Brazylii zorganizowano festiwal muzyczny nazwany jej imieniem.

## Twórczość
Pisała muzykę orkiestralną, kameralną, utwory fortepianowe, chóralne, pieśni. Zostawiła po sobie około 400 utworów. Wybrane kompozycje:
- Quadro de Semana Santa (1940)[1]
- Divertissements (1953)[1]
- Danças brasileiras na fortepian, orkiestrę smyczkową i perkusję[1]